# Brittany Ashton Holmes
Brittany Ashton Holmes (* 27. Februar 1989 in Kalifornien) ist eine ehemalige US-amerikanische Kinderdarstellerin und Schauspielerin, welche von 1994 bis 1996 ihren Beruf ausübte.

## Leben
Bekannt wurde sie für die Rolle der Darla in Die kleinen Superstrolche, wofür sie zusammen mit der restlichen Besetzung bei den Youth In Film Awards 1995 den Award in der Kategorie Best Performance by a Youth Ensemble in a Motion Picture gewinnen konnte. Es folgten zwei Auftritte in den Fernsehserien Ellen und Foxy Fantasies. Ihren letzten Auftritt hatte sie in dem 1996 erschienenen Film Das Grauen aus der Tiefe.
Brittany Ashton Holmes begann ein Studium der Politikwissenschaften.

## Filmografie
- 1994: Die kleinen Superstrolche (The Little Rascals)
- 1995: Ellen (Fernsehserie, eine Episode)
- 1995: Foxy Fantasies (Red Shoe Diaries, Fernsehserie, eine Episode)
- 1996: Das Grauen aus der Tiefe (Humanoids from the Deep)
- 1996: Tödlicher Gefallen (Death Benefit)
- 1996: Cyborg Fighter (Inhumanoid)